# Mihalovec
Mihalovec je naselje v Občini Brežice.

## Prebivalstvo
Etnična sestava 1991:
- Slovenci: 327 (90,3 %)
- Hrvati: 26 (7,2 %)
- Srbi: 5 (1,4 %)
- Makedonci: 1
- Ostali: 1
- Neznano: 2